# Ante Šupuk
Ante Šupuk (Šibenik, 21. kolovoza 1838. – Šibenik, 11. svibnja 1904.) je hrvatski izumitelj, poduzetnik i političar koji je 1895. godine napravio prvu hidroelektranu na svijetu. Najdugovječniji je hrvatski gradonačelnik u povijesti i otac modernog Šibenika.

## Životopis
Rodio se je 1838. godine u staroj i zaslužnoj šibenskoj obitelji. Aktivirao se u politici. Bio je član Narodne stranke s kojom je pobijedio na izborima i ušao u Dalmatinski sabor.
Na izborima za Dalmatinski sabor 1870. ušao je kao predloženik Narodne stranke, kao zastupnik vanjskih općina Šibenika i Skradina.
1873. uspio je postati prvim gradonačelnikom iz neke hrvatske stranke u Šibeniku. To je bio prvi veći grad u austrijskoj pokrajini Dalmaciji gdje je Narodna stranka uspjela osvojiti vlast.
Gradonačelničku dužnost obnašao je neprekidno sve do 1903. godine.
Hidroelektrana je napravljena na rijeci Krki a u rad je puštena 28. kolovoza 1895. godine čime je Šibenik postao treći grad na planetu koji je dobio javnu rasvjetu na izmjeničnu struju. U povijesti Šibenika ostao je zapamćen i po tome što je bio prvi od naroda izabrani gradonačelnik a Šibenčani ga smatraju čovjekom koji je izveo njihov grad u iz težačkog u moderno doba.
Zapamćen u kolektivnoj svijesti kao poduzetnik, gospodarski vizionar, političar i altruist. Danas ga se više slavi kao graditelja prve hidrocentrale i cjelovitog sustava proizvodnje, prijenosa i potrošnje Tesline revolucionarne izmjenične struje, premda mu je još veća zasluga što je tvorac infrastrukture na kojoj počiva današnji Šibenik. Obitelj Šupuk bila je vlasnicom električne centrale u Šibeniku i električnog postrojenja na slapovima Krke. Ante je dao podići bolnicu, sud, perivoj, poštu, željezničku prugu, vodovod, uveo je hrvatski jezik u šibensku gradsku upravu i kazalište.
Bio je u Zastupničkom domu Carevinskog vijeća 1903. godine koje je 8. siječnja 1903. sazvao car i kralj Franjo Josip I. Kraljevinu Dalmaciju su pored Zaffrona zastupali iz Stranke prava Juraj Biankini, Josip Virgil Perić, iz Narodne hrvatske stranke Josip Zaffron, Ante Vuković Vučidolski, Lovro Borčić, Juraj Ferri, Vicko Ivčević, Petar Klaić, a Srpskoj narodnoj stranci Andrija Vujatović-Šarov i Radoslav Kvekić. Od aktivnosti valja spomenuti supotpisivanje interpelacije Jurja Bijankinija 15. svibnja 1903. na ministra obrane Zena von Welsersheimba glede angažmana vojske u nemirima u Hrvatskoj, s obzirom na neopravdanost uporabe takve sile, čak i prema ženama i djeci (potpisali su ju 19 hrvatskih i slovenskih zastupnika Zafronn, Šupuk, Spinčić, Berks, Šusteršič, Gregorčič, Žičkar, Vuković, Borčić, Ferri, Perić, Klaić, Ivčević, Pogačnik, Ferjančič, Hajek, Breznovsky, Chok, Koudela, ali ne i dvojica zastupnika Srpske stranke iz Dalmacije) te prešni prijedlog od 19. svibnja i.g. u svezi s redarstvenim mjerama koje su u Ljubljani poduzeli policijski agenti Khuena Hedérvarya u Ljubljani (policijski agenti su tragali za osumnjičenim Hrvatima zbog objave antikhuenovskih plakata te proveli predistragu protiv jedne ljubljanske tiskare koju su vlasti osumnjičile zbog njihova tiskanja).
Za svoje je zasluge nagrađen naslovom viteza.